# Kościół i klasztor pomisjonarski w Lublinie
Kościół i klasztor pomisjonarski – znajdujący się przy ul. Prymasa Wyszyńskiego 6 w Lublinie należy do kompleksu Metropolitalnego Seminarium Duchownego. Otacza go pseudogotycki, XIX-wieczny mur z furtką.
Najstarszym, północnym skrzydłem dawnego klasztoru oo. Misjonarzy jest XVII-wieczny pałac z oryginalnym rzeźbionym fryzem z medalionami, które przedstawiają postacie historyczne.
Dla seminarium duchownego, które rozpoczęło tam działalność w XVIII wieku, wzniesiono w latach 1719–1730 barokowy kościół pw. Przemienienia Pańskiego; do świątyni dostawiono później neogotycką kaplicę. Neobarokowa bryła skrzydła klasztornego powstała w latach 1907–1908 według projektu Władysława Siennickiego.